# Here (chanson)
Singles de Alessia Cara
Wild Things
(2016)
Here est une chanson d'Alessia Cara sortie en 2015.

## Classements
| Classements (2015–16)                   | Meilleure position |
| --------------------------------------- | ------------------ |
| Australie (ARIA)                        | 12                 |
| Autriche (Ö3 Austria Top 40)            | 63                 |
| Belgique (Flandre Ultratip 100)         | 4                  |
| Belgique (Wallonie Ultratop 50 Singles) | 34                 |
| Canada (Hot 100)                        | 19                 |
| Tchéquie (IFPI Rádio)                   | 46                 |
| Tchéquie (IFPI Singles Digitál)         | 21                 |
| France (SNEP)                           | 21                 |
| Irlande (IRMA)                          | 71                 |
| Pays-Bas (Nederlandse Top 40)           | 34                 |
| Pays-Bas (Single Top 100)               | 26                 |
| Nouvelle-Zélande (RMNZ)                 | 15                 |
| Suède (Sverigetopplistan)               | 62                 |
| Suisse (Schweizer Hitparade)            | 44                 |
| Royaume-Uni (UK Singles Chart)          | 28                 |
| États-Unis (Hot 100)                    | 5                  |
| États-Unis (R&B/Hip-Hop Songs)          | 1                  |
| États-Unis (Adult Pop Songs)            | 16                 |
| États-Unis (Latin Pop Airplay)          | 18                 |
| États-Unis (Pop Airplay)                | 1                  |

## Certifications
| Région | Certification | Ventes/Streams |
| --- | ------------- | -------------- |
| Australie (ARIA) | Or            | 35 000         |
| Canada (Music Canada) | Platine       | 80 000         |
| Danemark (IFPI) | Or            | 10 000^        |
| États-Unis (RIAA) | 5 × Platine   | 5 000 000      |
| Nouvelle-Zélande (RMNZ) | Platine       | 15 000         |
| Suède (IFPI) | Platine       | 4 500 000‡     |
| Royaume-Uni (BPI) | Argent        | 200 000        |
| *Ventes selon la certification ^Mise en rayon selon la certification xNon précisé par la certification ‡ventes/streaming selon la certification |               |                |